# Johann Passler
Johann Passler (ur. 18 sierpnia 1961 w Anterselvie) – włoski biathlonista, dwukrotny medalista igrzysk olimpijskich i czterokrotny medalista mistrzostw świata.

## Kariera
W Pucharze Świata zadebiutował 14 stycznia 1982 roku w Egg am Etzel, zajmując 19. miejsce w biegu indywidualnym. Tym samym już w swoim debiucie zdobył pierwsze punkty. Na podium zawodów tego cyklu po raz pierwszy stanął 9 marca 1983 roku w Oslo, zajmując drugie miejsce w tej samej konkurencji. W zawodach tych rozdzielił Dmitrija Wasiljewa z ZSRR oraz Andreasa Schweigera z RFN. W kolejnych startach jeszcze 11 razy stawał na podium, odnosząc przy tym trzy zwycięstwa: 23 stycznia 1988 roku w Anterselvie wygrał bieg indywidualny, a 11 marca 1989 roku w Östersund i 16 stycznia 1993 roku w Val Ridanna był najlepszy w sprincie. Ostatni raz w czołowej trójce znalazł się 18 marca 1995 roku w Lillehammer, gdzie był drugi w sprincie. Najlepsze wyniki osiągnął w sezonie 1987/1988, kiedy zajął trzecie miejsce w klasyfikacji generalnej, za Niemcem Fritzem Fischerem i Eirikiem Kvalfossem z Norwegii.
W 1982 roku wystartował na mistrzostwach świata w Mińsku, gdzie zajął 27. miejsce w biegu indywidualnym, 20. w sprincie i piąte w sztafecie. Na rozgrywanych trzy lata później mistrzostwach świata w Ruhpolding wywalczył brązowy medal w sprincie. Wyprzedzili go tam jedynie Frank-Peter Roetsch z NRD i Eirik Kvalfoss. Kolejny brązowy medal zdobył podczas mistrzostw świata w Oslo w 1986 roku, gdzie wspólnie z Wernerem Kiemem, Gottliebem Taschlerem i Andreasem Zingerle zajął trzecie miejsce w sztafecie. Ponadto sztafeta włoska w składzie: Pieralberto Carrara, Wilfried Pallhuber, Johann Passler i Andreas Zingerle zwyciężyła na mistrzostwach świata w Oslo/Mińsku/Kontiolahti w 1990 roku oraz rozgrywanych trzy lata później mistrzostwach świata w Borowcu. Był też czwarty w tej samej konkurencji na mistrzostwach świata w Feistritz w 1989 roku oraz mistrzostwach świata w Lahti w 1991 roku, a także w sprincie na MŚ 1986 i MŚ 1989, przegrywając walkę o podium odpowiednio z André Sehmischem z NRD i Jurijem Kaszkarowem z ZSRR.
Jego olimpijskim debiutem były igrzyska w Sarajewie w 1984 roku. Zajął tam 35. miejsce w biegu indywidualnym i piąte w sztafecie. Największe sukcesy osiągnął podczas igrzysk olimpijskich w Calgary w 1988 roku, gdzie zdobył dwa medale. Najpierw zajął trzecie miejsce w biegu indywidualnym, przegrywając tylko z Frankiem-Peterem Roetschem i Walerijem Miedwiedcewem z ZSRR. Następnie był ósmy w sprincie, a w ostatnich zawodach, razem z Kiemem, Taschlerem i Zingerle był trzeci w sztafecie. Na rozgrywanych cztery lata później igrzyskach olimpijskich w Albertville był między innymi siódmy w biegu indywidualnym i czwarty w sztafecie. Brał również udział w igrzyskach w Lillehammer w 1994 roku, gdzie rywalizację w sprincie ukończył na trzynastej pozycji, a w sztafecie zajął szóste miejsce.
Z zawodu był policjantem.

## Osiągnięcia

### Igrzyska olimpijskie
| Rok  | Miejscowość | Konkurencje | Konkurencje | Konkurencje | Konkurencje | Konkurencje | Konkurencje | Konkurencje |
| Rok  | Miejscowość | IN          | SP          | PU          | MS          | RL          | MR          | SR          |
| ---- | ----------- | ----------- | ----------- | ----------- | ----------- | ----------- | ----------- | ----------- |
| 1984 | Sarajewo    | 35.         | –           | nd.         | nd.         | 5.          | nd.         | –           |
| 1988 | Calgary     | 3.          | 8.          | nd.         | nd.         | 3.          | nd.         | –           |
| 1992 | Albertville | 7.          | 15.         | nd.         | nd.         | 4.          | nd.         | –           |
| 1994 | Lillehammer | –           | 13.         | nd.         | nd.         | 6.          | nd.         | –           |

### Mistrzostwa świata
| Rok  | Miejscowość            | Konkurencje | Konkurencje | Konkurencje | Konkurencje | Konkurencje | Konkurencje | Konkurencje |
| Rok  | Miejscowość            | IN          | SP          | PU          | MS          | RL          | MR          | SR          |
| ---- | ---------------------- | ----------- | ----------- | ----------- | ----------- | ----------- | ----------- | ----------- |
| 1982 | Mińsk                  | 27.         | 20.         | nd.         | nd.         | 5.          | nd.         | –           |
| 1983 | Anterselva             | 11.         | 6.          | nd.         | nd.         | 10.         | nd.         | –           |
| 1985 | Ruhpolding             | –           | 3.          | nd.         | nd.         | 8.          | nd.         | –           |
| 1986 | Oslo                   | 7.          | 4.          | nd.         | nd.         | 3.          | nd.         | –           |
| 1987 | Lake Placid            | 19.         | 31.         | nd.         | nd.         | 8.          | nd.         | –           |
| 1989 | Feistritz              | 12.         | 4.          | nd.         | nd.         | 4.          | nd.         | –           |
| 1990 | Mińsk/Oslo/Kontiolahti | –           | 10.         | nd.         | nd.         | 1.          | nd.         | –           |
| 1991 | Lahti                  | –           | 22.         | nd.         | nd.         | 4.          | nd.         | –           |
| 1993 | Borowec                | 17.         | 11.         | nd.         | nd.         | 1.          | nd.         | –           |

### Puchar Świata
| Sezon     | Miejsce |
| --------- | ------- |
| 1981/1982 | 19.     |
| 1982/1983 | 7.      |
| 1983/1984 | -       |
| 1984/1985 | 30.     |
| 1985/1986 | 20.     |
| 1986/1987 | 30.     |
| 1987/1988 | 3.      |
| 1988/1989 | 15.     |
| 1989/1990 | 20.     |
| 1990/1991 | 20.     |
| 1991/1992 | 4.      |
| 1992/1993 | 5.      |
| 1993/1994 | 24.     |
| 1994/1995 | 29.     |
| 1995/1996 | -       |

#### Miejsca na podium chronologicznie
| Lp. | Dzień       | Rok  | Miejscowość | Konkurencja                | Lokata | Pudła   | Czas biegu | Strata  | Zwycięzca           |
| --- | ----------- | ---- | ----------- | -------------------------- | ------ | ------- | ---------- | ------- | ------------------- |
| 1.  | 9 marca     | 1983 | Oslo        | Bieg indywidualny na 20 km | 2.     | 0+0+0+2 | 1:10:04,4  | +34,0   | Dmitrij Wasiljew    |
| 2.  | 10 marca    | 1983 | Oslo        | Sprint na 10 km            | 3.     | 0+0     | 31:27,8    | +27,6   | Frank-Peter Roetsch |
| 3.  | 16 lutego   | 1985 | Ruhpolding  | Sprint na 10 km            | 3.     | 0+0     | 30:25,2    | +1:08,5 | Frank-Peter Roetsch |
| 4.  | 9 marca     | 1986 | Lahti       | Sprint na 10 km            | 3.     | 2       | 31:10,3    | ?       | André Sehmisch      |
| 5.  | 17 grudnia  | 1987 | Hochfilzen  | Bieg indywidualny na 20 km | 3.     | 0+1+0+1 | 1:07:36,25 | +33,1   | Fritz Fischer       |
| 6.  | 23 stycznia | 1988 | Anterselva  | Bieg indywidualny na 20 km | 1.     | 1+1+1+1 | 1:05:03,3  | –       | –                   |
| 7.  | 30 stycznia | 1988 | Ruhpolding  | Sprint na 10 km            | 2.     | 0+2     | 30:22,3    | +5,4    | Stefan Höck         |
| 8.  | 20 lutego   | 1988 | Calgary     | Bieg indywidualny na 20 km | 3.     | 1+0+0+1 | 56:33,3    | +36,8   | Frank-Peter Roetsch |
| 9.  | 11 marca    | 1989 | Östersund   | Sprint na 10 km            | 1.     | 1+2     | 26:26,0    | –       | –                   |
| 10. | 16 stycznia | 1993 | Val Ridanna | Sprint na 10 km            | 1.     | 0+0     | 25:16,3    | –       | –                   |
| 11. | 18 marca    | 1993 | Kontiolahti | Bieg indywidualny na 20 km | 3.     | 0+1+1+1 | 1:00:29,5  | +1:03,1 | Ludwig Gredler      |
| 12. | 18 marca    | 1995 | Lillehammer | Sprint na 10 km            | 2.     | 1+0     | 29:34,5    | +39,0   | Wiktor Majgurow     |